# Gerardus Bolland
Gerardus Johannes Petrus Josephus Bolland (Groningen, 9 de juny de 1854 - Leiden, 11 de febrer de 1922) fou un filòsof i lingüista neerlandès autodidacta.

## Vida i obra
Bolland nasqué en una família humil de Groningen, però aconseguí obtenir una plaça de mestre, també fou professor d'anglès i alemany a Batavia, a les Índies orientals neerlandeses. El 1896 aconseguí obtenir una plaça de professor de filosofia que havia quedat vacant a la Universitat de Leiden. Amb les seves classes i la seva recerca va ser responsable de reviure als Països Baixos l'interès per Hegel al tombant de segle xx.
També feu estudis sobre el cristianisme primitiu i seguí els treballs de Bruno Bauer, explicant que el cristianisme es desenvolupà a partir de cultes precristians a través d'un procés de sincretisme.
L'estil particular de la seva manera de redactar el neerlandès li meresqué algunes crítiques.
Fou un dels primers intel·lectuals en ser nomenat membre corresponent de la Secció de Ciències de l'Institut d'Estudis catalans el 1916 (fou el membre corresponent número 4).
El 1922 es creà la Bolland Genootschap voor Zuivere Rede (‘Societat Bolland de la Raó Pura’), que té per òrgan la revista De Idee.

## Publicacions
- Hegel: Eene Historische Studie (1898)
- Zuivere Rede. Een boek der wijsheid voor vrienden (1904)
- Gnosis en Evangelie: eene historische studie (1906)
- Hegel's Phänomenologie des Geistes (1907)
- De Evangelische Jozua (1907)